# 俞鴻圖
俞鴻圖（1693年—1734年三月十二日），字麟一，浙江海盐人。清朝官員。

## 生平
康熙五十一年（1712年）进士。雍正十年（1732年），選庶吉士，散館授編修，升侍讀，日講起居注官，曾因查嗣庭案獲罪，出任河南学政。小妾林氏將他的試題外洩。雍正十一年（1733年）河東總督王士俊弹劾俞鸿图纳贿营私，雍正帝遣俞父俞兆晟同僚戶部左侍郎陳樹萱前往河南會同山西、河南的河東總督審理，查明屬實。雍正十二年（1734年）三月十二日被判斬立決。民間有傳言，俞鸿图被腰斩，將死時還在地上用血連書七個「慘」字。此說流行甚廣，甚至影響到電影情節的模倣。今人林涛的历史通俗读物《正说清朝三百年》書中聲稱，俞鸿图是中國最後一位處以腰斬的政府官員，監斬人是侍講學士鄒。
依据《清史稿》和《清史编年》（中国人民大学出版社），俞鸿图被判斩立决，應該是斬首而非腰斬，但也有人提出腰斩亦屬斬刑之一種，但没有关于雍正皇帝废除腰斩的记载。